# 乔治·曼杰克
乔治·曼杰克（Georges Mandjeck，1988年12月9日—）是一名喀麥隆足球運動員，擔任中場，現時效力法甲球隊梅斯。

## 外部連結
- 史特加 曼杰克資料[永久]